# Louis XII của Pháp
Louis XII của Pháp (27 tháng 6 năm 1462 – 1 tháng 1 năm 1515), được gọi là le Père du Peuple, là vua Pháp từ 1498 tới 1515 và vua Naples từ năm 1501 đến năm 1504. Louis sinh ra vào 27 tháng 6 năm 1462 ở lâu đài Blois, Loir-et-Cher ngày nay. Là con của Charles I, Công tước Orléans và Maria xứ Kleve, ông kế vị cha làm Công tước xứ Orléans năm 1465. Đến năm 1498, khi người cháu họ của ông là Charles VIII qua đời không có người nói dõi, Louis lên ngôi và trở thành vị vua đầu tiên, cũng là duy nhất thuộc nhánh Valois-Orléans của nhà Valois. Thời kỳ trị vì của Louis XII ghi dấu ấn với ba cuộc chiến tranh tại Ý mà Pháp tham gia.
Trước khi lên ngôi ở Pháp, ông được biết đến với cái tên Louis của Orléans và bị buộc phải kết hôn với người em họ khuyết tật và được cho là "vô sinh" Jeanne bởi người anh họ thứ hai của ông, vua Louis XI. Bằng cách đó, Vua Louis XI đã hi vọng cuộc hôn nhân này sẽ khiến nhánh Orléans của nhà Valois vĩnh viễn bị trượt khỏi quyền thừa kế ngai vàng Pháp.
Louis của Orléans là một trong những lãnh chúa phong kiến vĩ đại chống lại chế độ quân chủ Pháp trong cuộc xung đột được gọi là Xung đột Quân sự ở Pháp từ năm 1485 đến năm 1488. Trong chiến thắng của hoàng gia trong Trận Saint-Aubin-du-Cormier năm 1488, Louis đã bị bắt, nhưng Charles VIII đã ân xá và thả anh ta ra. Sau đó, ông tham gia vào cuộc chiến tranh Ý năm 1494 -1498 với tư cách là một trong những chỉ huy người Pháp.
Khi Louis lên ngôi vua vào năm 1498, hôn nhân của ông với Jeanne bị bãi bỏ bởi giáo hoàng Alexander VI, và thay thế bằng cuộc hôn nhân với Anne xứ Bretagne, góa phụ của người anh họ Charles VIII. Cuộc hôn nhân này cho phép Louis củng cố liên minh cá nhân giữa Bretagne và Pháp.
Louis đã kiên trì trong các cuộc chiến tranh ở Ý, khởi xướng một chiến dịch thứ hai của Ý để kiểm soát Vương quốc Naples. Louis đã chinh phục Công tước Milan vào năm 1500 và đẩy về Vương quốc Naples, nơi đã sụp đổ với ông vào năm 1501. Tuyên bố là vua của Naples, Louis phải đối mặt với một liên minh mới do Fernando II của Aragon tập hợp và buộc phải nhượng lại Naples cho Tây Ban Nha vào năm 1504.
Louis XII đã không xâm phạm quyền lực của chính quyền địa phương hoặc các đặc quyền của giới quý tộc, trái ngược với truyền thống lâu đời của các vị vua Pháp nhằm cố gắng áp đặt chế độ quân chủ tuyệt đối ở Pháp. Một vị vua nổi tiếng, Louis đã được tuyên bố là "Cha của nhân dân" (tiếng Pháp: Le Père du Peuple) vào năm 1506 bởi Estates-General of Tours vì đã giảm thuế được gọi là taille, cải cách pháp lý và hòa bình dân sự ở Pháp.
Louis, người được gọi là Công tước xứ Milano sau Chiến tranh Ý thứ hai, đã quan tâm đến việc mở rộng hơn nữa ở Bán đảo Ý và phát động Chiến tranh Ý lần thứ ba (1508-1516), đánh dấu bởi sức mạnh quân sự của Chevalier de Bayard.
Louis XII băng hà năm 1515 mà không có con trai nối dõi. Kế nhiệm ông là người cháu họ gọi ông bằng bác và là con rể của ông từ nhánh Angoulême của Nhà Valois, Francis I.

## Thời thơ ấu
Louis xứ Orléans sinh ngày 27 tháng 6 năm 1462 tại Château de Blois, Touraine (thuộc Loir-et-Cher hiện nay của Pháp). Con trai của Charles I xứ Orleans, và Maria xứ Kleve, ông đã kế vị cha mình là Công tước xứ Orleans vào năm 1465.
Louis XI, người đã trở thành vua của Pháp vào năm 1461, đã trở nên rất mất lòng tin vào mối quan hệ chặt chẽ giữa người Nerean và người Burgundy và bắt đầu phản đối ý tưởng về một người Nerean từng lên ngôi của Pháp. Tuy nhiên, Louis XI có thể đã bị ảnh hưởng nhiều hơn trong quan điểm này bởi sự phản đối của ông đối với toàn bộ phe phái Hoàng gia của hoàng gia so với thực tế của vụ án làm cha này. Bất chấp mọi nghi ngờ mà Vua Louis XI có thể có, Nhà vua, tuy nhiên, đã trở thành "cha đỡ đầu" của trẻ sơ sinh.

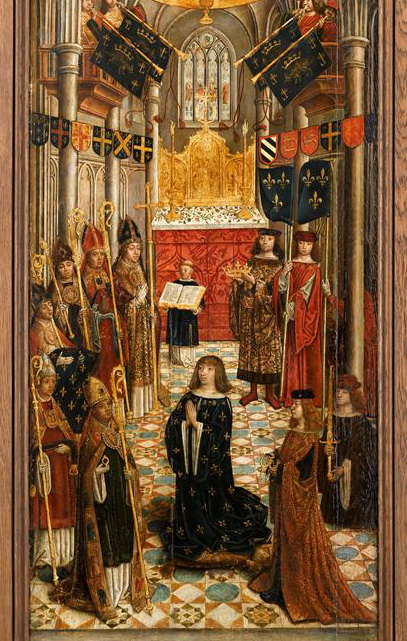
Tranh trên gỗ mô tả cảnh Louis XII đăng quang, vẽ bởi Hội đồng hương xứ Puy-Notre-Dame của Amiens. Hiện tranh đang được lưu trữ tại Bảo tàng quốc gia Trung Cổ Pháp (Bảo tàng Cluny)

Vua Louis XI qua đời vào ngày 30 tháng 8 năm 1483. Người kế vị ngai vàng của Pháp là con trai mười ba tuổi của ông, Charles VIII. Không ai biết vị vua mới (hay chính xác hơn là nhiếp chính và chị cả của Chares, Anne của Pháp) sẽ lãnh đạo vương quốc như thế nào. Theo đó, vào ngày 24 tháng 10 năm 1483, một cuộc họp đã được đưa ra để triệu tập chính phủ của vương quốc Pháp. Vào tháng 1 năm 1484, các đại biểu của Nhà nước bắt đầu đến Tours, Pháp. Các đại biểu đại diện cho ba "giai cấp" khác nhau trong xã hội. Giai cấp đầu tiên là Giáo hội; ở Pháp điều này có nghĩa là Giáo hội Công giáo La Mã. Giai cấp thứ hai bao gồm quý tộc và hoàng gia Pháp. Giai cấp thứ ba thường bao gồm những người bình dân và tầng lớp thương nhân và thương nhân ở Pháp. Louis, Công tước xứ Orleans hiện tại và Louis XII tương lai, đã tham dự như một phần của Giai cấp thứ hai. Mỗi giai cấp đã đưa khiếu nại chính của họ đến chính phủ với hy vọng sẽ có một số tác động đến các chính sách mà Quốc vương mới sẽ theo đuổi.
Giai cấp đầu tiên (Giáo hội) muốn đưa l"ệnh trừng phạt thực dụng" trở lại. Lệnh trừng phạt thực dụng đã được đưa ra đầu tiên bởi vua Charles VII, ông nội của vua Charles VIII hiện tại. Lệnh trừng phạt thực dụng đã loại bỏ giáo hoàng khỏi quá trình bổ nhiệm các giám mục và người trụ trì ở Pháp. Thay vào đó, những vị trí này sẽ được lấp đầy bởi cuộc hẹn của các giáo đường và các chương của tu viện. Tất cả các linh mục nhà thờ trong nước Pháp sẽ được chỉ định bởi Vua Pháp mà không cần tham khảo với giáo hoàng.
Các đại biểu đại diện cho giai cấp thứ hai (quý tộc) tại chính phủ năm 1484 muốn tất cả người nước ngoài bị cấm khỏi các vị trí chỉ huy trong quân đội. Các đại biểu của giai cấp thứ ba (thương nhân và thương nhân) muốn giảm thuế mạnh mẽ và nhu cầu doanh thu của vương miện được đáp ứng bằng cách giảm lương hưu hoàng gia và văn phòng số. Tất cả ba trong các giai cấp đã thỏa thuận về nhu cầu chấm dứt bán văn phòng chính phủ. Đến ngày 7 tháng 3 năm 1484, Nhà vua tuyên bố rời khỏi Tours vì sức khỏe yếu. Năm ngày sau, các đại biểu được thông báo rằng không còn tiền để trả lương, và chính phủ kết thúc việc kinh doanh của mình và về nhà. Chính phủ năm 1484 được các nhà sử học gọi là Nhà nước nói chung cho đến năm 1789. Quan trọng, nhiều cải cách được đề xuất tại cuộc họp của chính phủ đã không được thông qua ngay lập tức. Thay vào đó, những cải cách sẽ chỉ được thực hiện khi Louis XII lên ngôi.
Vì Charles VIII chỉ mới mười ba tuổi khi lên làm vua, chị gái Anne đã phải làm nhiếp chính cho đến khi Charles VIII tròn 20 tuổi. Từ năm 1485 đến năm 1488, có một cuộc chiến khác chống lại chính quyền hoàng gia Pháp được tiến hành bởi nhiều quý tộc. Cuộc chiến này là Chiến tranh quân sự (1485-1488), cuộc chiến của Louis chống lại Anne. Đồng minh với Francis II, Công tước xứ Bretagne, Louis đã đối đầu với quân đội hoàng gia trong Trận Saint-Aubin-du-Cormier vào ngày 28 tháng 7 năm 1488 nhưng bị đánh bại và bị bắt. Được ân xá ba năm sau đó, Louis đã cùng với anh em họ của mình là vua Charles VIII tham gia các chiến dịch ở Ý.
Cả bốn đứa con của Charles VIII đều chết từ nhỏ. Việc giải thích của Pháp về Luật Salic cho phép tuyên bố lên ngôi Pháp chỉ bởi con cháu của các vị vua Pháp. Điều này khiến Louis, cháu chắt của vua Charles V, người yêu sách cao cấp nhất với tư cách là người thừa kế của Charles VIII. Do đó, Louis, Công tước xứ Orleans, đã kế vị ngai vàng vào ngày 7 tháng 4 năm 1498 với tư cách là Louis XII sau cái chết của Vua Charles VIII.

## Trị vì

### Cai trị

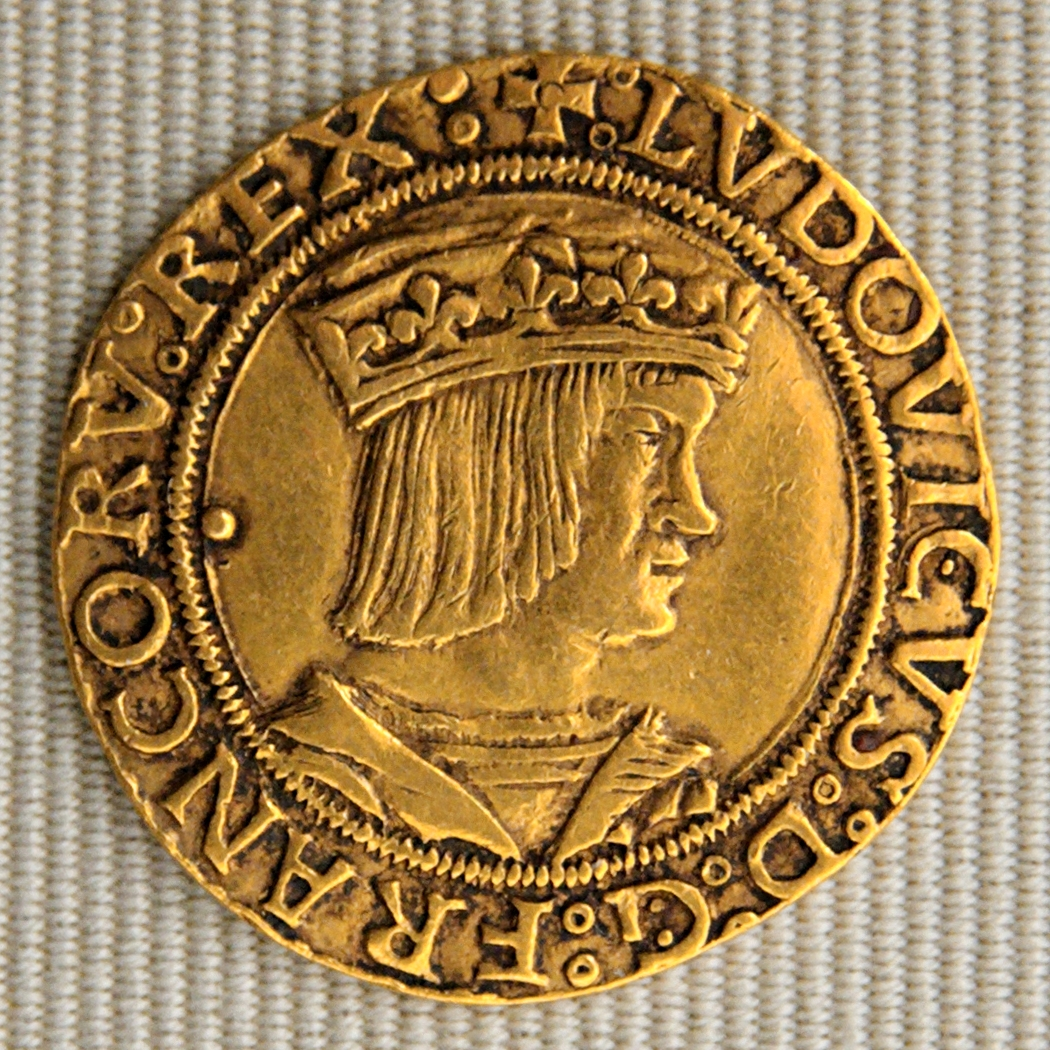
Chân dung vua Pháp trên một đồng Teston, khoảng năm 1514.

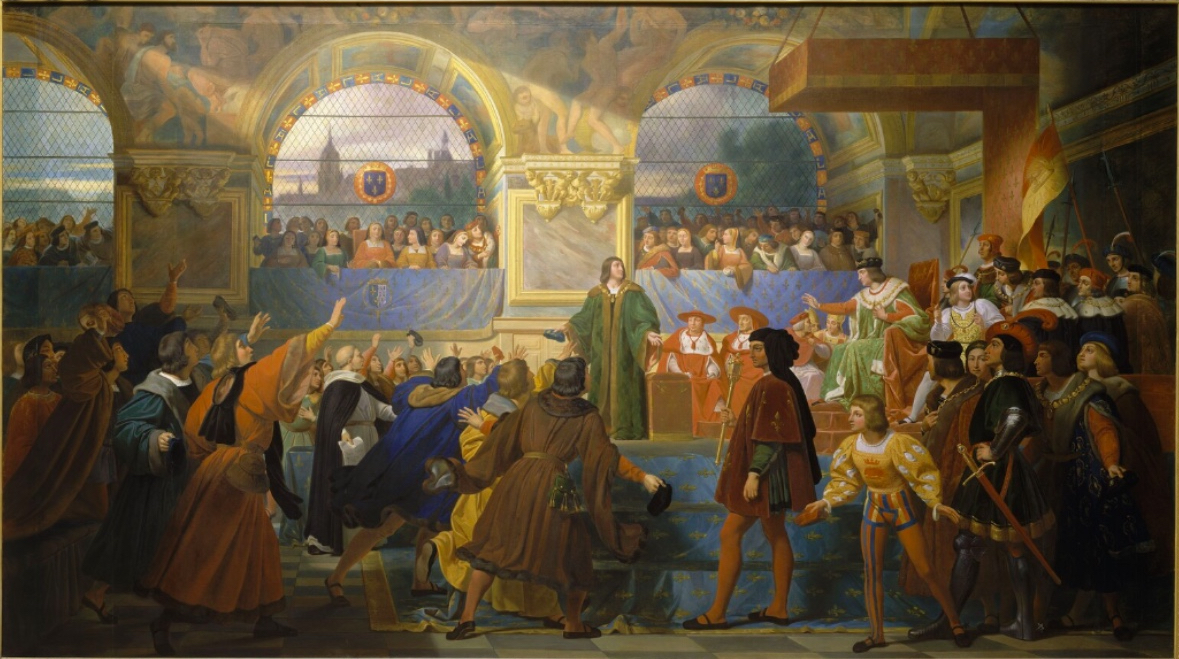
Louis XII nhận danh hiệu "Cha của Nhân dân" ("Le Père du Peuple") năm 1506 tại Tours

Mặc dù bất ngờ lên nắm quyền, Louis đã hành động mạnh mẽ, cải cách hệ thống pháp luật của Pháp, giảm thuế, và cải thiện chính phủ giống như Henry VII đương thời của ông đã làm ở Anh. Để đáp ứng ngân sách của mình sau khi đã giảm thuế, Louis XII đã giảm lương hưu cho giới quý tộc và cho các hoàng tử nước ngoài. Trong chính sách tôn giáo, Louis XII đã tái lập Lệnh trừng phạt thực dụng, thành lập Giáo hội Công giáo La Mã ở Pháp với tư cách là "Giáo hội Gallic" với hầu hết quyền lực bổ nhiệm trong tay nhà vua hoặc các quan chức Pháp khác. Như đã lưu ý ở trên, những cải cách này đã được đề xuất tại cuộc họp của chính phủ năm 1484.
Louis cũng có kỹ năng quản lý giới quý tộc của mình, bao gồm cả phe Bourbon hùng mạnh, góp phần rất lớn vào sự ổn định của chính phủ Pháp. Trong Sắc lệnh Blois năm 1499 và Sắc lệnh Lyon ban hành vào tháng 6 năm 1510, ông đã mở rộng quyền hạn của các thẩm phán hoàng gia và nỗ lực kiềm chế tham nhũng trong luật pháp. Luật tục rất phức tạp của Pháp đã được luật hóa và phê chuẩn bởi tuyên bố của Hoàng gia về Sắc lệnh Blois năm 1499. Sắc lệnh Lyon đã thắt chặt hệ thống thu thuế yêu cầu, ví dụ, người thu thuế chuyển tất cả tiền cho chính phủ trong vòng tám ngày sau khi họ thu tiền từ người dân. Tiền phạt và mất văn phòng đã được quy định cho các vi phạm pháp lệnh này.

### Di sản
Vào cuối triều đại Louis, vai trò hoàng gia không lớn hơn so với triều đaị Charles VIII vào năm 1498, mặc dù có nhiều chiến dịch quân sự đắt đỏ ở Ý. Những cải cách tài khóa của ông là 1504 và 1508 đã thắt chặt và cải thiện các thủ tục để thu thuế.
Mặc dù thất bại về quân sự và ngoại giao, Louis đã chứng tỏ là một vị vua nổi tiếng. Ông đã nhận được danh hiệu Cha của Nhân dân ("Le Père du Peuple") được chính phủ trao tặng cho ông vào năm 1506.

## Hôn nhân

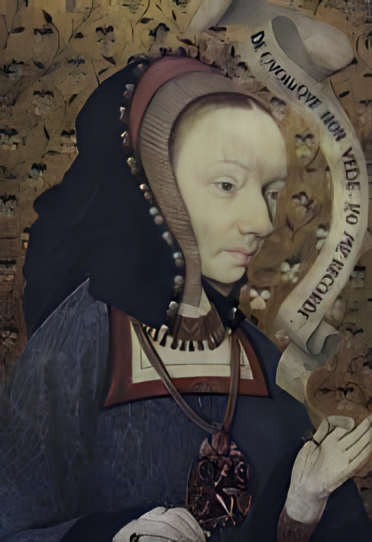
Jeanne của Pháp
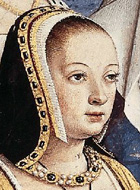
Anne xứ Bretagne
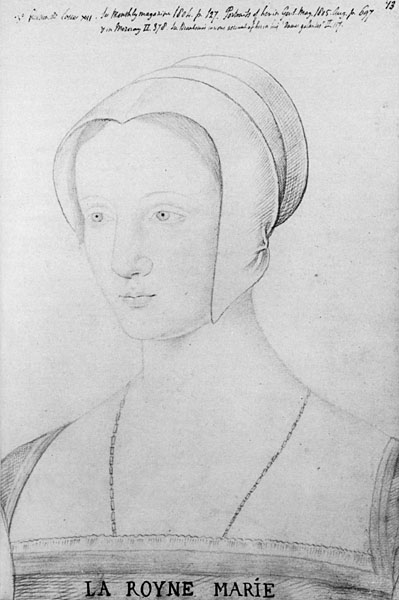
Mary Tudor trong khoảng thời gian 1514-1515 (khi này bà còn là Vương hậu Pháp)

Năm 1476, Louis XI buộc Louis (anh họ thứ hai) kết hôn với con gái là Jeanne của Pháp. Con trai của Louis XI, Charles VIII, đã kế vị ngai vàng của Pháp vào năm 1483, nhưng đã mất con vào năm 1498, sau đó ngai vàng được truyền lại cho Louis XII. Charles đã kết hôn với Anne, Nữ công tước xứ Bretagne, để hợp nhất Bretagne với Vương quốc Pháp. Để duy trì liên minh này, Louis XII đã hủy hôn với Joan (tháng 12 năm 1498) sau khi ông trở thành vua để ông có thể kết hôn với góa phụ của Charles VIII, Anne xứ Bretagne.
Việc hủy bỏ, được mô tả là "một trong những vụ kiện tụng nhất của thời đại", không đơn giản. Louis đã không như người ta có thể mong đợi, lập luận rằng cuộc hôn nhân sẽ bị hủy do mối quan hệ huyết thống (trợ cấp chung cho việc giải thể một cuộc hôn nhân tại thời điểm đó). Mặc dù ông có thể tạo ra các nhân chứng để tuyên bố rằng hai người có quan hệ mật thiết với nhau do nhiều cuộc hôn nhân liên kết khác nhau, nhưng không có bằng chứng tài liệu, chỉ đơn thuần là ý kiến của các cận thần. Tương tự như vậy, Louis không thể lập luận rằng ông đã ở dưới độ tuổi hợp pháp (mười bốn tuổi) để kết hôn: không ai chắc chắn khi ông được sinh ra, với Louis tuyên bố đã mười hai tuổi và những người khác ước tính giữa họ mười một và mười ba. Vì không có bằng chứng xác thực, ông không có đủ để đưa ra những lập luận khác.
Theo đó, Louis cho rằng Joan bị dị tật về thể chất và do đó ông đã không thể hoàn thành hôn nhân. Joan, không có gì đáng ngạc nhiên, đã chiến đấu với sự buộc tội không chắc chắn này một cách quyết liệt, tạo ra các nhân chứng cho sự kiêu hãnh của Louis vì đã "gắn vợ tôi ba hoặc bốn lần trong đêm". Louis cũng tuyên bố rằng hiệu suất tình dục của anh ta đã bị phù thủy ức chế. Joan trả lời bằng cách hỏi làm thế nào anh có thể biết cảm giác như thế nào khi cố gắng làm tình với cô. Nếu Giáo hoàng là một đảng trung lập, Joan có thể đã thắng, vì trường hợp của Louis cực kỳ yếu. Giáo hoàng Alexander VI, tuy nhiên, có lý do chính trị để cho phép hủy bỏ, và phán quyết chống lại Joan. Ông đã cho phép hủy bỏ với lý do Louis không tự do kết hôn, nhưng bị buộc phải kết hôn bởi cha của Joan, Louis XI. Bị xúc phạm, Joan miễn cưỡng nộp, nói rằng cô sẽ cầu nguyện cho chồng cũ. Cô trở thành một nữ tu; cô được phong thánh năm 1950.

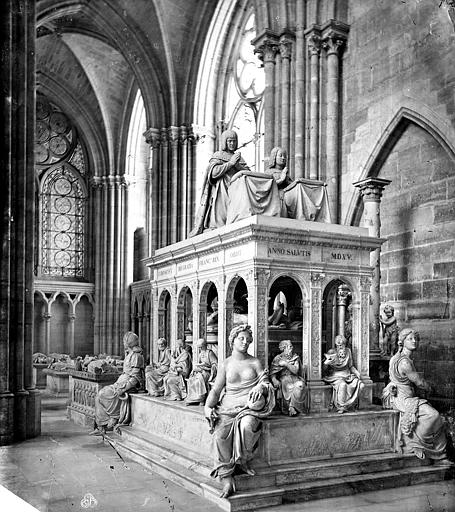
Mộ phần Louis XII cùng với người vợ thứ hai của ông là Anne xứ Bretagne tại Vương cung thánh đường Thánh Denis.

Louis kết hôn với góa phụ Anne, vào năm 1499. Anne, người đã sinh ra 7 đứa con chết non trong cuộc hôn nhân trước với vua Charles, hiện có thêm bốn người con trai chết với vua mới, nhưng cũng có hai cô con gái còn sống. Con gái lớn, Claude, đã được hứa hôn dưới sự sắp đặt của mẹ mình với Hoàng đế tương lai của Đế quốc La Mã Thần Thánh Charles V vào năm 1501. Nhưng sau khi Anne không thể sinh ra một đứa con trai còn sống, Louis đã hứa hôn Claude với người được hứa hôn với ông là người thừa kế của ông, Francis Angoulême, do đó đảm bảo rằng Bretagne sẽ vẫn đoàn kết với Pháp. Anne phản đối cuộc hôn nhân này, nhưng nó diễn ra chỉ sau khi bà qua đời năm 1514. Claude kế vị mẹ ở Bretagne và trở thành nữ hoàng phối ngẫu của Francis I. Cô con gái nhỏ, Renée kết hôn với Công tước Ercole II của Ferrara.
Sau cái chết của Anne, Louis kết hôn với Mary Tudor, em gái của Henry VIII của Anh, ở Abbeville, Pháp, vào ngày 9 tháng 10 năm 1514. Điều này thể hiện nỗ lực cuối cùng để tạo ra người thừa kế ngai vàng của mình, mặc dù hai cuộc hôn nhân trước đó, nhà vua không có con trai.

## Qua đời
Louis qua đời vào ngày 1 tháng 1 năm 1515, chưa đầy ba tháng sau khi cưới Mary, nhiều khả năng là do ảnh hưởng của bệnh gút. Cuộc hôn nhân của họ không sinh được con, và ngai vàng được truyền lại cho François I của Pháp, người cháu họ của Louis (gọi ông bằng bác), và cũng là con rể của ông.